# Chilton Foliat
Chilton Foliat är en by och en civil parish i grevskapet Wiltshire i sydvästra England. Chilton Foliat ligger vid floden River Kennet. Byn har 394 invånare (2001).